# Archidiecezja Filadelfii

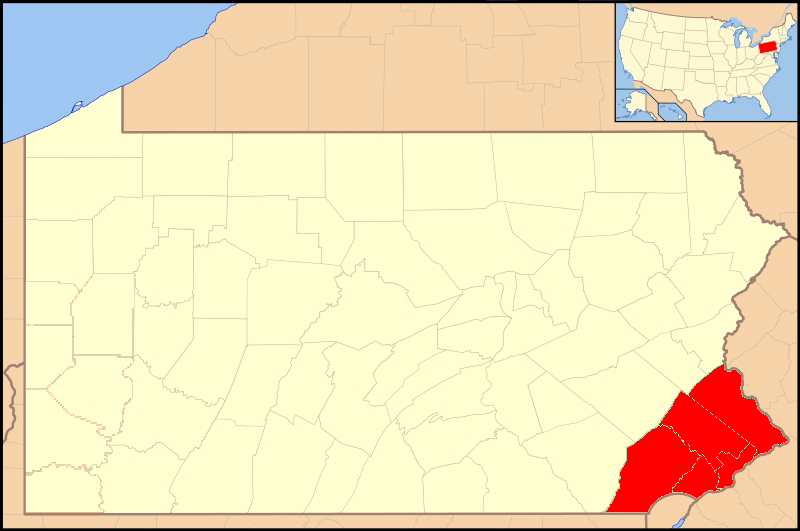
Mapa archidiecezji Filadeladelfi

Archidiecezja Filadelfii (łac. Archidioecesis Philadelphiensis, ang. Archdiocese of Philadelphia) – rzymskokatolicka archidiecezja metropolitalna ze stolicą w Filadelfia, w stanie Pensylwania, Stany Zjednoczone.
Katedrą metropolitalną jest Bazylika Świętych Piotra i Pawła w Filadelfii.
Archidiecezja znajduje się w regionie III (NJ, PA) i obejmuje terytorialnie Filadelfię i hrabstwa Filadelfia, Bucks, Chester, Delaware i Montgomery w stanie Pensylwania.

## Historia
8 kwietnia 1808 papież Pius VII wydzielił diecezję Filadelfii z terytorium archidiecezji Baltimore. Pierwotnie obejmowała wszystkich diecezji w stanie Pensylwania, Delaware i 7 hrabstw w stanie New Jersey.
Diecezja utraciła część terytorium wraz z utworzeniem diecezji Pittsburgh w dniu 29 lipca 1853 i diecezji Harrisburg, Scranton i Wilmington 3 marca 1868.
12 lutego 1875 roku diecezja została podniesiona do godności archidiecezji.

21 stycznia 1961 roku, z terytorium archidiecezji wydzielono diecezję Allentown.

## Sufraganie
Arcybiskup Filadelfii jest również metropolitą Filadelfii.
1. Diecezja Allentown,
2. Diecezja Altoona-Johnstown,
3. Diecezja Erie,
4. Diecezja Greensburg,
5. Diecezja Harrisburg,
6. Diecezja Pittsburgh,
7. Diecezja Scranton.

## Ordynariusze
- Michael Egan OFM (1808–1814)
- Henry Conwell (1819–1842)
- Francis Patrick Kenrick (1842–1851)
- św. Jan Nepomucen Neumann CSsR (1852–1860)
- James Frederick Wood (1860–1883)
- Patrick John Ryan (1884–1911)
- Edmond Francis Prendergast (1911–1918)
- Kardynał Denis Dougherty (1918–1951)
- Kardynał John Francis O’Hara, CSC (1951–1960)
- Kardynał John Krol (1961–1988)
- Kardynał Anthony Bevilacqua (1988–2003)
- Kardynał Justin Francis Rigali (2003–2011)
- Charles Chaput OFMCap. (2011–2020)
- Nelson Perez (od 2020)

## Biskupi pomocniczy
1. Edmond Francis Prendergast (1843-1918) – 1896-1911, następnie arcybiskup Filadelfii (1911-1918)
2. John Joseph McCort (1860-1936) – 1912-1920, następnie ordynariusz Altoony (1920-1936)
3. Michael Joseph Crane (1863-1928) – 1921-1928, zmarł
4. Gerald Patrick Aloysius O’Hara (1895-1963) – 1929-1935, następnie ordynariusz Savannah (1935-1959), a także przedstawiciel apostolski w Rumunii (1946-1950), nuncjusz w Irlandii (1951-1954) i delegat apostolski w Wielkiej Brytanii (1954-1963)
5. Hugh Louis Lamb (1890-1959) – 1935-1951, następnie ordynariusz Greensburga (1951-1959)
6. Joseph Carroll McCormick (1907-1996) – 1947-1960, następnie ordynariusz Altoony-Johnstown (1960-1966) i Scranton (1966-1983)
7. Joseph Mark McShea (1907-1991) – 1952-1961, następnie ordynariusz Allentown (1961-1983)
8. Cletus Joseph Benjamin (1909-1961) – 1960-1961, zmarł
9. Francis James Furey (1905-1979) – 1960-1963, następnie ordynariusz San Diego (1966-1969) i arcybiskup San Antonio (1969-1979)
10. Gerald Vincent McDevitt (1917-1980) – 1962-1980, zmarł
11. John Joseph Graham (1913-2000) – 1963-1988, emerytowany
12. Thomas Jerome Welsh (1921-2009) – 1970-1974, następnie ordynariusz Arlington (1974-1983) i Allentown (1983-1997)
13. Martin Lohmuller (1919-2017) – 1970-1994, emerytowany
14. Edward Thomas Hughes (1920-2012) – 1976-1986, następnie ordynariusz Metuchen (1986-1997)
15. Louis DeSimone (1922-2018) – 1981-1997, emerytowany
16. Francis Schulte (1926-2016) – 1981-1985, następnie ordynariusz Wheeling-Charleston (1985-1988) i arcybiskup Nowego Orleanu (1988-2002)
17. Edward Peter Cullen (1933-2023) – 1994-1997, następnie ordynariusz Allentown (1997-2009)
18. Robert Maginnis (1933-2022) – 1996-2010, emerytowany
19. Joseph Martino (1946-) – 1996-2003, następnie ordynariusz Scranton (2003-2009)
20. Michael Burbidge (1957-) – 2002-2006, następnie ordynariusz Raleigh (2006-2016) i Arlington (2016-)
21. Joseph Cistone (1949-) – 2004-2009, następnie ordynariusz Saginaw (2009-2018)
22. Joseph McFadden (1947-2013) – 2004-2010, następnie ordynariusz Harrisburga (2010-2013)
23. Daniel Thomas (1959-) – od 2006-2014, następnie ordynariusz Toledo (2014-)
24. Timothy Senior (1960-) – 2009-2023, następnie ordynariusz Harrisburga (2023-)
25. Michael Joseph Fitzgerald (1948-) – 2010-2023, emerytowany
26. John Joseph McIntyre (1963-) – od 2010
27. Edward Deliman (1947-) – 2016-2022, emerytowany
28. Keith Chylinski (1971-) – od 2024
29. Christopher R. Cooke (1973-) – od 2024
30. Efren Esmilla (1962-) – od 2024

## Szkoły

### Uniwersytety
- Cabrini College, Missionary Sisters of the Sacred Heart of Jesus, Radnor
- Chestnut Hill College, Sisters of Saint Joseph, Philadelphia
- Gwynedd-Mercy College, Sisters of Mercy, Lower Gwynedd
- Holy Family University, Sisters of the Holy Family of Nazareth, Philadelphia
- Immaculata University, Sisters of the Immaculate Heart of Mary, East Whiteland
- La Salle University, Christian Brothers, Philadelphia
- Neumann University, Sisters of St. Francis of Philadelphia, Aston
- Rosemont College, Society of the Holy Child Jesus, Lower Merion
- Saint Joseph's University, Jesuits, Philadelphia
- Villanova University, Augustinians, Radnor

## Sanktuaria
- Miraculous Medal Shrine (Central Association of the Miraculous Medal) (ang.)
- Narodowe Sanktuarium Matki Bożej Częstochowskiej, Doylestown
- National Shrine of Saint John Neumann  (ang.)
- Saint Katharine Drexel Mission Center and Shrine, Bensalem  (ang.)
- National Shrine of Saint Rita of Cascia  (ang.)

## Parafie
Parafie archidiecezji opisane na Wikipedii:
- Parafia św. Jana Kantego w Filadelfii
- Parafia św. Jozafata w Filadelfii
- Parafia św. Wawrzyńca w Filadelfii
- Parafia św. Wojciecha w Filadelfii